# 던전에 어서와
《던전에 어서와》는 안드로이드 게임이며, 몬스터를 강화시키거나 소환시켜서, 이 게임에 악역으로 나오는 용사들을 무찌르는 게임이다.

## 줄거리
악마가 400년만에 부활해서 영웅들을 죽이면서 성장하는 줄거리다.